# Philips Sport Vereniging 1955-1956
Questa voce raccoglie le informazioni riguardanti il Philips Sport Vereniging nelle competizioni ufficiali della stagione 1955-1956.

## Stagione
Il PSV disputa l'Hoofdklasse B raggiungendo il quarto posto. Partecipano alla prima edizione della Coppa dei Campioni dove vengono eliminati agli ottavi di finale dal Rapid Vienna (6-2).

## Rosa
| N. |                        | Ruolo | Calciatore       |
| -- | ---------------------- | ----- | ---------------- |
|    | Paesi Bassi (bandiera) | P     | Lieuwe Steiger   |
|    | Paesi Bassi (bandiera) | D     | Miel d'Hooghe    |
|    | Paesi Bassi (bandiera) | D     | Dick Flierman    |
|    | Paesi Bassi (bandiera) | D     | Sjen Rensen      |
|    | Paesi Bassi (bandiera) | D     | Roel Wiersma     |
|    | Paesi Bassi (bandiera) | C     | Theodorus Buenen |
|    | Paesi Bassi (bandiera) | C     | Cor Smulders     |

| N. |                        | Ruolo | Calciatore        |  |
| -- | ---------------------- | ----- | ----------------- |  |
|    | Paesi Bassi (bandiera) | C     | Toon van Esch     |  |
|    | Paesi Bassi (bandiera) | C     | Toon Wouters      |  |
|    | Paesi Bassi (bandiera) | A     | Toon Brusselers   |  |
|    | Paesi Bassi (bandiera) | A     | Coen Dillen       |  |
|    | Paesi Bassi (bandiera) | A     | Piet Fransen      |  |
|    | Paesi Bassi (bandiera) | A     | Harry van Elderen |  |